# Bølgen

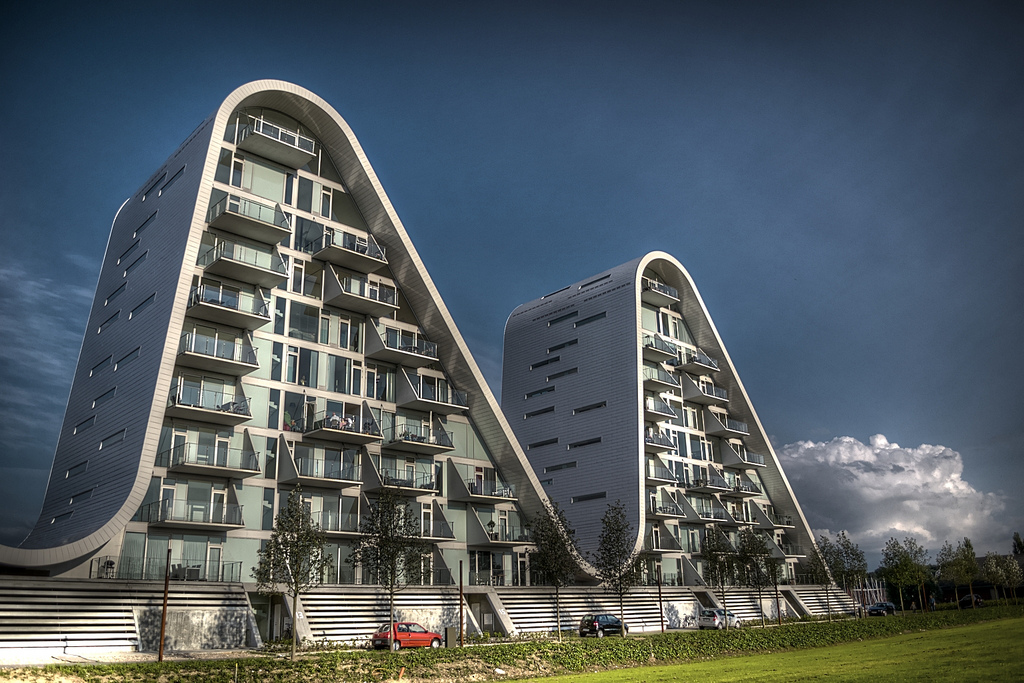
Bølgen in Vejle (Juli 2011)

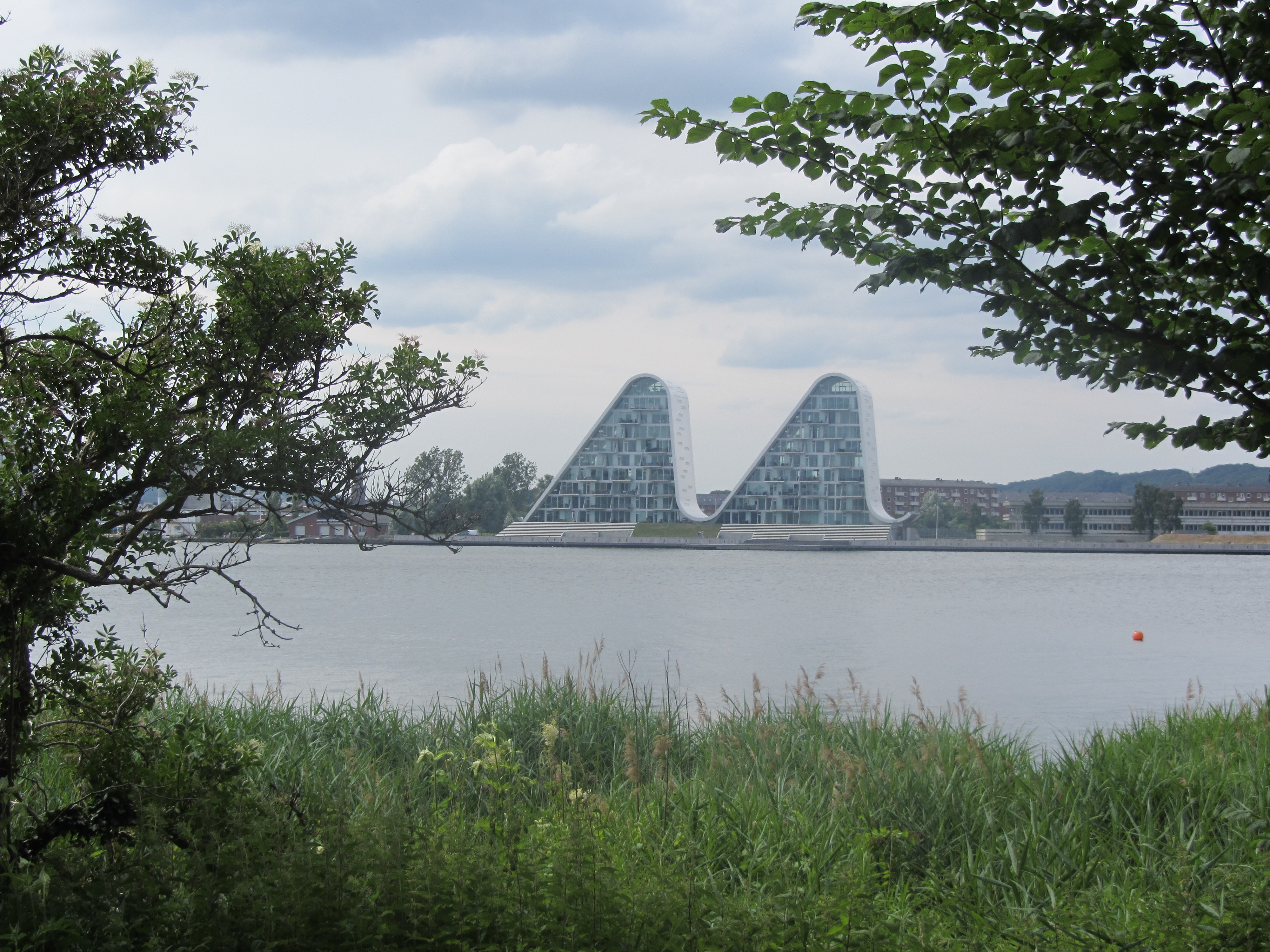
Blick auf die Skyttehusbugten (Juli 2011)

Bølgen (deutsch ‘Die Welle‘) ist ein neungeschossiger Wohnkomplex an der Skyttehusbugten in der dänischen Stadt Vejle. Es befindet sich am Vejle Fjord im Hafengebiet der Stadt (Vejle Havn). Wegen der ungewöhnlichen Architektur, seiner Transparenz und exponierten Lage wurde das Gebäude schon vor seiner Fertigstellung mehrfach prämiert. und konnte sich als ein Wahrzeichen der Stadt etablieren
Der 2019 fertiggestellte Bau des Kopenhagener Architektenbüros Henning Larsen Architects A/S ist fünf aufeinanderfolgenden Wellen nachempfunden. Er besteht aus einer Stahlkonstruktion, dessen charakteristisches Dach mit weiß glasierten Ziegeln bedeckt ist. Auf einer Gesamtfläche von 14.000 m² sind 20 Appartements (je ‘Welle‘) mit einer Größe zwischen 97 und 255 m² untergebracht. Auf beiden Seiten der Wohnungen befinden sich Balkone, von denen sich von der Ostseite der Fjord und die Autobahnbrücke Vejlefjordbroen erblicken lassen und von der Westseite Aussicht auf das Stadtzentrum besteht.